# JFET

Uspořádání tranzistoru JFET s kanálem typu P.

JFET, příp. JUGFET (anglicky junction gate field-effect transistor, česky polem řízený tranzistor s přechodovým hradlem), je nejjednodušším typem polem řízeného tranzistoru. Jedná se o polovodičovou součástku se třemi elektrodami označovanými G (anglicky Gate, česky hradlo nebo brána), S (anglicky Source, česky emitor nebo zdroj), a D (anglicky Drain, česky kolektor nebo odtok), kterou lze používat jako elektronicky řízený spínač, zesilovač nebo napětím řízený rezistor.
Podobně jako u bipolárních tranzistorů existují dva druhy JFET lišící se typem polovodiče: JFET s kanálem typu N (N-JFET) a s kanálem typu P (P-JFET). Bipolární tranzistory jsou řízené proudem bází, a pokud bází neteče žádný proud, jsou zavřené. Naproti tomu JFET jsou řízené napětím na elektrodě G, a není-li mezi elektrodami G a S žádný rozdíl potenciálů, je JFET otevřený, takže polovodičovým kanálem mezi elektrodami S a D může téct elektrický náboj. Přivedením předpětí vhodné polarity na elektrodu G dochází k přivírání kanálu – JFET bude klást průtoku proudu určitý odpor, takže proud kanálem mezi elektrodami S a D bude menší; při dosažení závěrného napětí poklesne proud protékající kanálem na nulu. Pro řízení vodivosti JFET tedy přivádíme na elektrodu G napětí v závěrném směru a říkáme, že JFET pracuje v režimu ochuzení.
U JFET s kanálem typu N dochází k omezování proudu mezi elektrodami S a D, pokud je napětí na elektrodě G menší než napětí na elektrodě S (u P-JFET naopak pokud je napětí na elektrodě G větší než napětí na elektrodě S).
JFET má velkou vstupní impedanci (řádu až 1010 ohmů), což znamená, že obvody připojené k elektrodě G ovlivňuje JFET zcela zanedbatelně.

## Historie
Řadu patentů na polem řízené polovodičové součástky podal Julius Lilienfeld již ve 20. a 30. letech 20. století. Ale bylo třeba desítek let pokroku vědy o materiálech a výrobních technologií, než se podařilo polem řízené tranzistory skutečně vyrobit. Při opakovaných neúspěšných pokusech sestrojit polem řízený tranzistor John Bardeen, Walter Houser Brattain a William Shockley v roce 1947 objevili hrotový (bipolární) tranzistor. První tranzistory JFET byly vyrobeny až o deset let později.

## Struktura
JFET je tvořen dlouhým kanálem polovodivého materiálu dotovaného tak, aby obsahoval buď velké množství nosičů kladného náboje tj. děr (u typu P) nebo nosičů záporného náboje tj. elektronů (u typu N). Ohmické kontakty na obou koncích tvoří elektrody S a D. Přechod P-N může být vytvořen na jedné nebo obou stranách kanálu nebo přechod může kanál zcela obklopovat, přičemž používá oblast dotovanou opačně než kanál, na níž je předpětí přiváděno ohmickým kontaktem elektrody G.

## Funkce

Voltampérové charakteristiky a výstupní graf JFET s N-kanálem.

Funkci JFET lze připodobnit k zahradní hadici, u které lze průtok vody řídit jejím stlačením, čímž se zmenší průřez otvoru. Podobně je tok elektrického náboje tranzistorem JFE řízen zužováním kanálu, který vede proud. Intenzita proudu závisí i na elektrickém poli mezi S a D (podobně jako rozdíl tlaku kapaliny na obou koncích hadice).
Zúžení vodivého kanálu je dosaženo elektrickým polem: napětí mezi elektrodami G a S aplikované v závěrném směru P-N přechodu, čímž dojde k rozšíření vyčerpané vrstvy přechodu (viz depletion layer na obrázku nahoře), která zasahuje do vodivého kanálu a zmenšuje jeho průřez. Vrstva se nazývá vyčerpaná, protože z ní jsou odvedeny pohyblivé nosiče náboje, takže ji lze považovat prakticky za elektricky nevodivou.
Pokud vyčerpaná vrstva přehradí celou šířku vodivého kanálu, dojde k úplnému uzavření kanálu D-S. K úplnému uzavření dojde při určitém závěrném napětí (UGS) na přechodu G-S. Toto závěrné napětí (Up) výrazně kolísá, dokonce mezi součástkami stejného typu. Například UGS(off) tranzistoru Temic J202 může být v rozsahu −0.8 V až −4 V. Typické hodnoty kolísají mezi −0.3 V a −10 V.
Pro uzavření N-kanálu je nutné negativní napětí mezi elektrodami G a S (UGS). Naopak, pro uzavření P-kanálu je nutné pozitivní UGS.
Při normální funkci elektrické pole indukované napětím na hradle snižuje vodivost kanálu mezi elektrodami S a D částečně.
U některých JFET tranzistorů jsou elektrody S a D zaměnitelné.

## Schematické značky

Schematická značka JFET s N-kanálem

Schematická značka JFET s P-kanálem

Někdy se hradlo kreslí uprostřed kanálu (nikoli u elektrody S). Tato symetrie umožňuje, aby elektrody D a S byly zaměnitelné, proto by tento symbol měl být používán pouze pro ty typy JFET, u nichž jsou elektrody S a D skutečně zaměnitelné.
Součástí schematické značky by měla být i kružnice (reprezentující pouzdro diskrétní součástky). To platí ve Spojených státech i v Evropě. Při kreslení schémat integrovaných obvodů se symboly tranzistorů obvykle kreslí bez kružnic. Někteří autoři symbol bez kružnice používají i pro diskrétní součástky.
Hrot šipky (stejně jako u diody) vždy směřuje ve směru dohodnutého toku proudu, tedy signalizuje polaritu přechodu P-N mezi kanálem a hradlem. V angličtině je mnemotechnická pomůcka, že šipka N-JFETu směřuje "in.

## Porovnání s jinými typy tranzistorů
Při pokojové teplotě je proud JFET hradlem (průnik přechodem P-N v závěrném směru) srovnatelný s proudem u tranzistorů MOSFET (u nichž je hradlo od kanálu izolováno vrstvičkou oxidu křemičitého), a je mnohem menší než proud bází bipolárního tranzistoru. JFET mají vyšší zisk (transkonduktanci) a nižší růžový šum než MOSFET, a proto se používají v některých nízkošumových, operačních zesilovačích s vysokou vstupní impedancí.

## Matematický model
Pro výpočet proudu N-JFETem při malém napětí UDS (tj. v lineární ohmické oblasti) můžeme považovat kanál za pravoúhlý hranol materiálu s elektrickou vodivostí {\displaystyle qN_{d}\mu _{n}}:
{\displaystyle I_{D}={\frac {bW}{L}}qN_{d}\mu _{n}U_{DS}}
kde
ID = proud elektrodou D
b = tloušťka kanálu při daném napětí hradla
W = šířka kanálu
L = délka kanálu
q = náboj elektronu = 1,6 x 10−19 C
μn = pohyblivost elektronů
Nd = koncentrace donoru typu N

### Lineární oblast
Proud elektrodou D v lineární oblasti můžeme vyjádřit vztahem
{\displaystyle I_{D}={\frac {bW}{L}}qN_{d}{{\mu }_{n}}U_{DS}={\frac {aW}{L}}qN_{d}{{\mu }_{n}}\left(1-{\sqrt {\frac {U_{GS}}{U_{P}}}}\right)U_{DS}}
při vyjádření pomocí {\displaystyle I_{DSS}}, lze proud elektrodou D zapsat vztahem
{\displaystyle I_{D}={\frac {2I_{DSS}}{U_{P}^{2}}}\left(U_{GS}-U_{P}-{\frac {U_{DS}}{2}}\right)U_{DS}}

### Oblast saturace
Proud elektrodou D v oblasti saturace se často aproximuje pomocí napětí hradla vztahem
{\displaystyle I_{DS}=I_{DSS}\left(1-{\frac {U_{GS}}{U_{P}}}\right)^{2}}
kde
IDSS je saturační proud při nulovém napětí mezi G a S, což je maximální proud, který může téct FETem mezi elektrodami D a S při libovolném (přípustném) napětí {\displaystyle U_{DS}} (viz graf voltampérových charakteristik výše).
V oblasti saturace proud elektrodou D závisí na napětí mezi G a S, ale téměř nezávisí na napětí mezi D a S.
Je-li dotace kanálu rovnoměrná, tloušťka vyčerpané oblasti roste přímo úměrně s druhou odmocninou absolutní hodnoty napětí G–S. Závislost tloušťky b kanálu na napětí pak lze vyjádřit pomocí tloušťky kanálu a při nulovém napětí vztahem:
{\displaystyle b=a\left(1-{\sqrt {\frac {U_{GS}}{U_{P}}}}\right)}
kde
UP je závěrné napětí, tj. napětí G–S, při němž se tloušťka kanálu blíží k nule
a je tloušťka kanálu při nulovém napětí G–S.